# Середньо-Невський суднобудівний завод
Середньо-Невський суднобудівний завод (рос. Средне-Невский судостроительный завод) — суднобудівна компанія, яка була заснована наприкінці 19 століття в Санкт-Петербурзі. Зараз входить до складу Об'єднаної суднобудівної корпорації.

## Історія
Середньо-невський суднобудівний завод, розташований біля злиття річок Іжора і Нева в районі Колпіно на півдні Санкт-Петербурга, є важливим виробником кораблів для російського флоту. Корабельня, ймовірно, походить ще з 1911 року, коли Петербурзький металевий завод, який тоді будував морські турбіни, заснував «Усть-Іжорський завод»,— корабельню в Усть-Іжорі для будівництва міноносців.
У 1917 році тут працювало 17 тис. осіб. На початку 20-го століття в Миколаєві створили філію для збирання кораблів, які були побудовані в Санкт-Петербурзі та транспортовані до Чорного моря.
У міжвоєнний період Усть-Іжорський завод обмежувався будівництвом річкових барж. Після Другої світової війни він став основним виробником тральщиків та інших невеликих бойових суден, а в 1950-х і 1960-х роках будував кораблі зі сталевим корпусом класу Т-43, Т-58, проєктів 266 та 266-М. Він також побудував кілька великих буксирів і малих танкерів для служби як допоміжні кораблі військово-морських сил.
Приблизно в 1970 році компанія почала експериментувати з армованим склопластиком і згодом побудувала кілька тральщиків типу «Женя» і багато берегових тральщиків типу «Євгенія» і «Ліда». Будував також кораблі на підводних крилах класів «Матка» і «Тур'я» і ракетні корвети типу «Тарантул».
Наразі також пропонує виробництво кількох типів суден на цивільному ринку, подібних до класів тральщиків, включаючи кораблі водотоннажністю до 100 тонн зі склопластиковими корпусами, кораблі зі сталевим корпусом водотоннажністю до 800 тонн і аналогічні кораблі, побудовані з сталі з низькомагнітними властивостями.